# Anima bella
Pour plus de détails, voir Fiche technique et Distribution.
Anima bella est un film dramatique italien réalisé par Dario Albertini, sorti en 2021.

## Synopsis
Gioia a 18 ans. Elle aime rendre service, est présente auprès des personnes âgées frappées par la solitude. Dans son village de la moyenne montagne, elle est aimée de tous et quand elle n'est pas occupée à livrer les produits de la ferme paternelle ou l'eau thérapeutique de la "fontaine miraculeuse", elle garde ses moutons. Elle partage son existence avec Bruno, son père veuf, et tous deux s'aiment beaucoup. Mais il y a un problème, Bruno est accro aux jeux de hasard et il accumule les dettes. Tant et si bien que l'équilibre financier de son affaire est mise sérieusement en péril. Gioia, après maintes difficultés, parvient à le convaincre de s'inscrire à un programme de désintoxication au jeu. Le problème, c'est qu'il faut pour cela aller en ville. Tous deux s'y rendent néanmoins tous les deux et, pendant que son père intègre les locaux de l'association, Gioia s'installe à l'hôtel, déterminée à soutenir son père dans sa lutte contre ses démons. Pour survivre, la jeune fille devient livreuse de pizzas, et lui rend régulièrement visite, en espérant qu'il va s'en sortir.

## Fiche technique
Sauf indication contraire, les informations mentionnées dans cette section peuvent être confirmées par la base de données cinématographiques IMDb,  présente dans la section « Liens externes ».
- Titre original : Anima bella
- Réalisation : Dario Albertini
- Assistant-réalisateur : Germano Boldorini
- Scénario : Dario Albertini et Simone Ranucci
- Musique : Dario Albertini
- Décors : Alessandra Ricci
- Costumes : Martina Merlino
- Photographie : Giuseppe Maio
- Son : : Biagio Gurrieri
- Montage : Desideria Rayner
- Production : Angelo Barbagallo et Matilde Barbagallo
  - Coproduction : Annamaria Morelli
- Sociétés de production : Bi.Bi Film, Elsinore Film / Co-production : RAI Cinema
- Société de distribution : 
  -  Italie : Cineteca di Bologna
  -  France et ventes internationales : Le Pacte
- Pays de production :  Italie
- Langue originale : italien
- Format : couleur — 2,35:1
- Genre : Drame
- Durée : 95 minutes
- Dates de sortie :
  - France : 17 octobre 2021 (Festival Montpellier) ; 5 octobre 2022 (en salles)
  - Italie : 28 avril 2022

## Distribution
Sauf indication contraire, les informations mentionnées dans cette section peuvent être confirmées par la base de données cinématographiques Allociné,  présente dans la section « Liens externes ».
- Paola Lavini
- Madalina Maria Jekal : Gioia
- Francesca Chillemi
- Elisabetta Rocchetti : Chaterina
- Piera Degli Esposti
- Yuri Casagrande Conti
- Enzo Casertano : Renato
- Pietro Turano
- Luciano Miele : Bruno

## Autour du film
Le film a été tourné du 2-12-2019 au 30-1-2020 à Civitavecchia

## Accueil

### Critique
En France, le site Allociné donne une moyenne de 3,4⁄5, après avoir recensé 10 titres de presse.

### Box-office
En France, le premier jour de son exploitation, Anima Bella réunit 1 205 spectateurs et spectatrices (dont 1 014 en avant-première), pour 25 copies. Le film est donc classé en huitième position du box-office des nouveautés derrière Une femme de notre temps (1 842) et devant le documentaire français Etre prof (873).